# 第8回全国中等学校優勝野球大会
第8回全国中等学校優勝野球大会（だい8かいぜんこくちゅうとうがっこうゆうしょうやきゅうたいかい）は、1922年（大正11年）8月13日から8月18日まで鳴尾球場で実施された全国中等学校優勝野球大会である。
和歌山中が、大会史上初の連覇を達成した。
この大会より参加選手には学校医の健康証明書が義務付けられるとともに、その年度3月に進級しなかった者及び転校編入後2学期を経ない者には参加資格がないことを明記した規定を設けた。

## 代表校
| 地方大会 | 代表校   | 出場回数     |
| -------- | -------- | ------------ |
| 北海道   | 北海中   | 2年ぶり2回目 |
| 東北     | 秋田中   | 7年ぶり2回目 |
| 関東     | 竜ヶ崎中 | 5年連続5回目 |
| 京浜     | 早稲田実 | 7年ぶり2回目 |
| 甲信     | 松本商   | 2年ぶり2回目 |
| 北陸     | 新潟商   | 初出場       |
| 東海     | 名古屋商 | 初出場       |
| 京津     | 立命館中 | 初出場       |
| 紀和     | 和歌山中 | 8年連続8回目 |

| 地方大会 | 代表校 | 出場回数     |
| -------- | ------ | ------------ |
| 大阪     | 市岡中 | 2年連続5回目 |
| 兵庫     | 神戸商 | 初出場       |
| 山陽     | 広島商 | 4年ぶり4回目 |
| 山陰     | 島根商 | 初出場       |
| 四国     | 松山商 | 4年連続4回目 |
| 九州     | 佐賀中 | 初出場       |
| 朝鮮     | 京城中 | 初出場       |
| 満洲     | 南満工 | 初出場       |

## 試合結果

### 1回戦
- 島根商 7 - 5 佐賀中
- 松山商 8 - 5 市岡中
- 神戸商 8 - 3 京城中
- 広島商 14 - 9 秋田中
- 立命館中 6 - 3 南満工
- 和歌山中 8 - 0 早稲田実
- 北海中 11 - 3 名古屋商
- 松本商 14 - 3 竜ヶ崎中

### 準々決勝
- 和歌山中 4 - 1 立命館中
- 松山商 3 - 0 広島商
- 神戸商 2 - 0 島根商
- 松本商 8 - 0 北海中

### 準決勝
- 神戸商 2x - 1 松山商
- 和歌山中 2 - 1 松本商

### 決勝
|          | 1 | 2 | 3 | 4 | 5 | 6 | 7 | 8 | 9 | R | H | E |
| -------- | - | - | - | - | - | - | - | - | - | - | - | - |
| 和歌山中 | 0 | 0 | 0 | 0 | 0 | 0 | 0 | 5 | 3 | 8 | 6 | 3 |
| 神戸商   | 3 | 0 | 0 | 1 | 0 | 0 | 0 | 0 | 0 | 4 | 5 | 5 |

1. （和）：井口 - 武井
2. （神）：浜崎 - 網干
3. 審判
［球審］加藤
［塁審］佐伯・石川

## 大会本塁打
- 第1号：田嶋豊次郎（和歌山中）
- 第2号：深見顕吉（和歌山中）

## その他の主な出場選手
- 伊藤勝三（秋田中）
- 矢島粂安（松本商）
- 藤本定義（松山商）
- 森茂雄（松山商）